# Soumaré Aminata Sidibé
Pour les articles homonymes, voir Sidibé.
Soumaré Aminata Sidibé, née en 1954, est une femme politique et diplomate malienne. Elle est notamment Ambassadeur du Mali en Allemagne de 2000 à 2004 et ministre des Domaines de l'État et des Affaires foncières du Mali de 2004 à 2007.

## Biographie
Soumaré Aminata Sidibé obtient une maîtrise en économie appliquée à l'université Paris-Dauphine en 1978 et un diplôme à l'Institut international d'administration publique en 1979. Elle devient alors inspectrice des impôts. De 1995 à 2000, elle est directrice administrative et financière de la Présidence de la République.
Elle est ambassadrice du Mali en Allemagne d'octobre 2000 à mai 2004 puis ministre des Domaines de l'État et des Affaires foncières du Mali du 2 mai 2004 au 3 octobre 2007 au sein du gouvernement Ousmane Issoufi Maïga. Elle est ensuite coordinatrice en chef de la Cellule d'appui à la réforme des finances publiques de 2011 à 2014, puis travaille à l'Agence Nationale de l'Aviation Civile.
Elle est l'épouse de Cheick Mouctary Diarra, diplomate et journaliste malien.